# Bão Kompasu và áp thấp nhiệt đới Nando (2021)
Bão Kompasu (tên JTWC: 24W, tên Philippines: Maring), và ở Việt Nam gọi là bão số 8 là một bão nhiệt đới gây mưa lớn ở Philippines và Việt Nam, dẫn đến nhiều người chết. Kompasu là áp thấp thứ hai tư và là cơn bão thứ mười tám được đặt tên trong Mùa bão Tây Bắc Thái Bình Dương 2021. Kompasu bắt đầu là một áp thấp nhiệt đới trên Biển Philippines, di chuyển chậm theo hướng Đông Bắc rồi cong lại một đường,kết  hợp với Nando rồi đổ bộ vào đảo Luzon. Bão đi vào biển Đông, đổ bộ vào đảo Hải Nam, yếu thành vùng thấp và đi vào đất liền Việt Nam

## Cấp bão
Cấp bão Việt Nam: Cấp 11 (115 km/h) - Bão mạnh
Cấp bão Nhật Bản: 55 kt - 975 hPa - Bão nhiệt đới dữ dội
Cấp bão Hoa Kỳ: 60 kt - Bão nhiệt đới
Cấp bão Đài Loan: 110 km/h - Bão nhiệt đới dữ dội
Cấp bão Trung Quốc: 35 m/s (Cấp 12) - 968 hPa - Bão cuồng phong
Cấp bão Hồng Kông: 120 km/h (Cấp 12) - Bão cuồng phong
Cấp bão Macao: 105 km/h - Bão nhiệt đới dữ dội
Cấp bão Hàn Quốc: 30 m/s - Bão nhiệt đới trung bình
Cấp bão Philippines: 110 km/h - Bão nhiệt đới dữ dội

## Lịch sử khí tượng

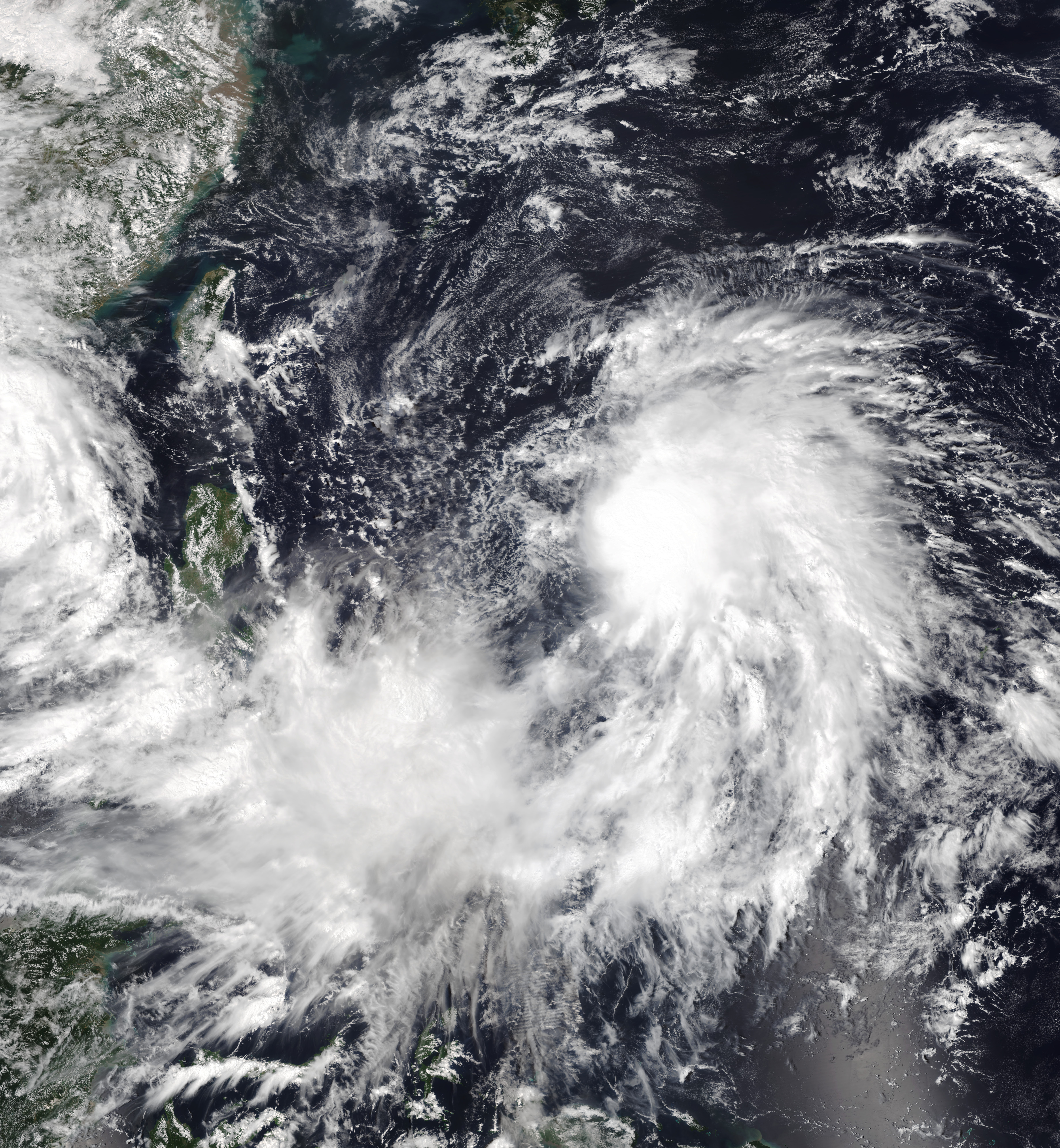
Bão Kompasu và áp thấp nhiệt đới Nando đang trải qua hiệu ứng Fujiwhara cùng nhau.

Sau Lannie, có một áp thấp nhiệt đới đã được JMA nhìn thấy và đặt cho nó số hiệu JMA TD 34. Sáng 5/10, vùng thấp được PAGASA gán tên Maring, JTWC đặt số hiệu 93W. Sáng 8/10, Maring mạnh thành bão, JMA đặt tên quốc tế là Kompasu. Tuy nhiên, do tồn tại vùng thấp 94W (áp thấp nhiệt đới Nando) gần đó và đang trong quá trình hòa nhập vào nhau, nên JTWC chỉ công nhận là áp thấp gió mùa (Monsoon Depression). Bão hợp lại áp thấp Nando và được JMA nâng sức gió lên 45 kn (85 km/h; 50 mph). Mãi đến ngày 10/10, JTWC mới cho biết 93W và 94W đã nhập vào nhau trở thành cơn bão mang số hiệu 24W. Cùng ngày, Trung tâm DBKTTV Trung ương bắt đầu phát tin bão gần biển Đông với bão Kompasu. Bão Kompasu tăng cường độ lên bão nhiệt đới dữ dội, sức gió 10 phút đến 50 kn; 1 phút đến 55 kn, Sáng 12/10, Kompasu tăng sức gió lên 100 km/h (65 mph) và tiến vào Biển Đông. Lúc này, điều kiện trên biển Đông thuận lợi, bão di chuyển nhanh theo hướng Tây, mạnh thêm 1 cấp (lên cấp 11), riêng Trung Quốc, Hồng Kông cho rằng mạnh cấp 12. Sau đó bão đổ bộ lên Hải Nam vào chiều 13/10, nhưng ngày càng suy yếu do gặp điều kiện bất lợi.
Rạng sáng 14/10, bão số 8 vào vịnh Bắc Bộ và ngày càng suy yếu thêm do gặp điều kiện không thuận lợi. Sáng 14/10, bão số 8 đã suy yếu thành áp thấp nhiệt đới. Chiều 14/10, áp thấp nhiệt đới tiếp tục suy yếu nhanh thành một vùng áp thấp trên vùng biển ven bờ các tỉnh Nam Định, Ninh Bình, Thanh Hóa. Sau đó, vùng áp thấp đi chậm vào khu vực Thanh Hóa và tan dần. Dù không đổ bộ trực tiếp vào đất liền nhưng do kết hợp với không khí lạnh, bão đã gây gió mạnh cấp 5-7, giật cấp 8-9 cho các tỉnh từ Quảng Ninh đến Thanh Hóa, từ ngày 13 đến ngày 14 tháng 10 năm 2021..                                

## Chuẩn bị và tác động

### Việt Nam
Tại trạm đảo Bạch Long Vĩ ghi nhận gió cấp 9, giật cấp 11; Cửa Ông (Quảng Ninh) cấp 6 giật cấp 9, Cô Tô (Quảng Ninh) cấp 6 giật cấp 8, Phù Liễn và Hòn Dấu (Hải Phòng) giật cấp 7, Thái Bình giật cấp 7, Ninh Bình giật cấp 8, Nga Sơn (Thanh Hóa) cấp 6 giật cấp 8,... Bão số 8 kết hợp không khí lạnh đã gây ra đợt mưa lớn diện rộng ở Bắc Bộ và Thanh Hóa đến Quảng Trị, từ ngày 13/10 đến ngày 15/10. Lượng mưa phổ biến 50-150mm, một số nơi cao hơn như: Nậm Xây (Lào Cai) 227mm; Bát Xát (Lào Cai) 331mm; Bản Khoang (Lào Cai) 268mm; Bản Mù (Yên Bái) 322mm; Tà Si Láng (Yên Bái) 320mm; Hải Hậu (Nam Định) 364mm; Hạnh Lâm (Nghệ An) 254mm; Đồng Văn (Nghệ An) 267mm; Thuần Thiện (Hà Tĩnh) 323mm; Tân Mỹ (Quảng Bình) 229mm,... (số liệu tính đến 19 giờ ngày 15/10)

### Phillippines
Tại Phillippines, ước tính thiệt hại lên tới 6,4 tỉ Peso Phillippines (127 tỉ Đô la Mỹ). 43 người cũng đã thiệt mạng do cơn bão tại đây.

### Khác
Cơn bão gây ra ước tính tổng thiệt hại lên tới 118 triệu đô ở các quốc gia khác.